# 井上義夫 (政治家)
井上 義夫（いのうえ よしお、1896年〈明治29年〉9月3日 - 1956年〈昭和31年〉6月7日）は、日本の政治家、岡山県津山市長（1期）。

## 来歴
岡山県東南条郡林田村（のち苫田郡林田村→津山東町、現・津山市）生まれ。旧制岡山県立津山中学校（現・岡山県立津山中学校・高等学校）卒。林田村役場に入り、収入役となり、1923年の津山東町発足後は、同町助役となる。1929年、合併により、津山市役所勤務。同市収入役、助役を経て、1955年、津山市長に当選。
市長に就任した年は岡山県は農業県から工業県への転換や町村行財政近代化による町村合併（昭和の大合併）の推進など激しい変動期に当たった。これらは国内市場の拡大や後進地域の経済振興といった高度経済成長政策に見合うものだった。しかし、津山市はこれらの政策を受け入れられなかった。逆に市の財政赤字が膨れ上がり、財政再建政策を策定しなければならなくなった。その一方で幼稚園開園に力を入れ、市民の要望に応えた。
就任の翌年、在職中のまま死去した。